# Дис (музика)
Дис-трек, дис-пісня або дис-запис (скорочення від disrespect) — це пісня, основною метою якої є словесна атака на когось іншого, зазвичай на іншого виконавця. Дис-треки часто є результатом чинної, ескалаційної ворожнечі між двома людьми. Наприклад, виконавці, що беруть участь, можуть бути колишніми учасниками групи або виконавцями конкурентних лейблів.
Дис-трек як окремий засіб вираження став популяризованим у хіп-хоп-музиці, підживлюваний феноменом суперництва у хіп-хопі (особливо суперництва у хіп-хопі між Східним та Західним узбережжями середини 1990-х років).
Під час побудови своєї аргументації виконавці часто включають безліч посилань на минулі події у свої дис-треки, в які слухачі можуть зануритися. Виконавці, які є об'єктом дис-треку, часто записують власну відповідь на дис. Саме ворожнеча та напруга між сторонами робить цей тип пісень особливо вірусним. Термін «підлий дис» стосується текстів пісень, у яких виконавець описує або посилається на певну особу негативно чи зневажливо, але не називає прямо її ім'я.

## Історія
Британсько-американську пісню 18-го століття «Yankee Doodle» газети The New York Times та Cracked назвали «дисовою піснею» та «дисовим треком». Пісня була написана лоялістами-колоністами проти патріотів-колоністів, протиборчих сторін у Війні за незалежність США. Лоялісти (які підтримували британську монархію) часто співали «Yankee Doodle» безпосередньо патріотам (які підтримували американських революціонерів), яких у пісні характеризували як дурнів та геїв на ім'я «Yankee Doodle». Пізніше пісня була повернута як неофіційний національний гімн Сполучених Штатів.
Попередником дисів були ще так звані Dirty Dozens, відомі в середовищі афроамериканських рабів ще з XIX ст. Dirty Dozens були віршовані образи на адресу опонента та його рідних. Метою було якомога дотепніше, незвично і жорстко принизити опонента.
Ще одним раннім прикладом є комедійний альбом 1963 року I Am the Greatest боксера Мухаммеда Алі, випущений за шість місяців до перемоги Алі у першому бою за звання чемпіона світу у важкій вазі проти Сонні Лістона. Альбом допоміг утвердити репутацію Алі як красномовно поетичного «балакуна», що продемонстровано у п'ятому треку альбому «Round 5: Will The Real Sonny Liston Please Fall Down». Під час виходу альбому зауваження Алі сприймалися як звичайні хвастощі, поки Алі не переміг в їхньому бою 25 лютого 1964 року. I Am the Greatest вважається попередником хіп-хоп музики.
Джон Леннон з гурту The Beatles написав пісню «Sexy Sadie» 1968 року як дис-трек, спрямований на Махаріші Махеш Йогі, гуру, якого він вважав для них розчаруванням. Sex Pistols — ще один гурт, який записав кілька дис-треків, зокрема «New York», спрямований проти The New York Dolls, та «E.M.I.», спрямований проти їхнього колишнього лейбла EMI.